# Quentin Clarke
Quentin Clarke (nascut el 8 d'abril de 1962) és un exjugador de futbol d'Antigua i Barbuda. Jugava com a centrecampista.
En els anys 1992-2008 va ser internacional amb la seva selecció.